# 道南ラルズ
株式会社道南ラルズ（どうなんラルズ）は、道南（渡島・檜山地方）地域を営業基盤として、「スーパーアークス」などのブランド名でスーパーマーケットを展開するアークスグループの企業。CGCグループに加盟。本社は北海道北斗市に置いている。

## 概要
1998年に株式会社ラルズ（当時、現在の株式会社アークス）と株式会社ユニークショップつしま（函館市）が合弁会社の株式会社北海道流通企画（ほっかいどうりゅうつうきかく）を設立。2002年に親会社が株式会社ラルズから株式会社アークスとなっている。
2003年に株式会社ユニークショップつしまからスーパーマーケット事業を譲渡された。さらに翌2004年に株式会社ユニークショップつしまが保有する当社の株式を株式会社アークスがすべて取得、株式会社アークスの完全子会社となった。このとき、株式会社北海道流通企画から株式会社道南ラルズに商号を変更した。
譲渡されてからもしばらくは「ユニークショップつしま」の屋号のまま営業していたが、順次「ラルズマート」などに改装、あるいは閉店した。
なお、株式会社ユニークショップつしまは店舗営業を譲渡したことで不動産賃貸業を主業務に転換した後、2005年に債権者から破産申し立てを受け、その後2005年7月1日までに破産手続き開始決定となった。

## 沿革
- 1998年（平成10年）9月30日 - 株式会社ラルズ（現在の株式会社アークス）と株式会社ユニークショップつしまの合弁会社、株式会社北海道流通企画として設立。
- 2002年（平成14年）11月1日 - 株式会社ラルズが株式会社アークスに商号を変更し、親会社が株式会社アークスとなる。
- 2003年（平成15年）12月 - 株式会社ユニークショップつしまよりスーパーマーケット事業を譲渡される。
- 2004年（平成16年）
  - 2月 - 当社の株式のうち、株式会社ユニークショップつしまの保有ぶんを株式会社アークスが全て取得し、株式会社アークスの完全子会社となる。株式会社道南ラルズに商号変更。
  - 6月 - 「ユニークショップつしま」を「ラルズマート」へ順次転換（転換一号店はラルズマート森店）、翌年10月までに完了。
  - 12月 - ア・ドマーニ美原店をビッグハウス アドマーニへ業態転換。（道南ラルズのビッグハウス一号店）
- 2005年（平成17年）12月 - つしま100円暮し館松風店を閉店し、100円均一事業から撤退[3]。
- 2007年（平成19年）6月 - スーパーアークス港町店が開店（道南ラルズのスーパーアークス一号店）。
- 2010年（平成22年）5月 - 本社を函館市港町1丁目2-1（ポールスターショッピングセンター内）に移転。
- 2018年（平成30年）5月 - 本社を北斗市追分3丁目4-11に移転。同年10月にはデリカセンターを併設し稼働させている[4]。

## 店舗
- スーパーアークス

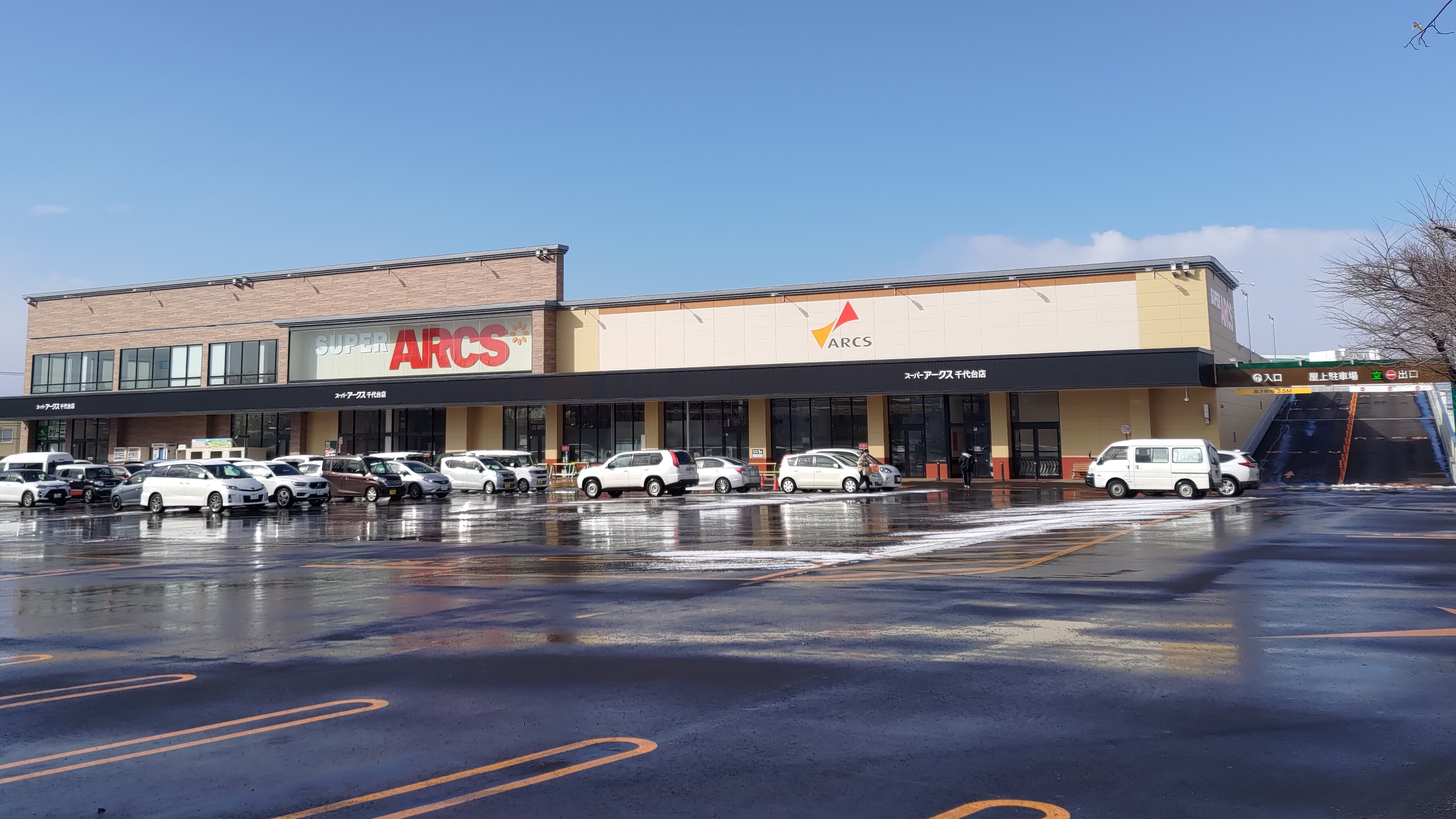
店舗例：スーパーアークス千代台店（函館市、2023年3月）

  - 北海道のアークスグループで使われている大型店スーパーの屋号。道南ラルズでは2007年の港町店オープンから使われている。
- ビッグハウス
  - アークスグループの中型店食品ディスカウントストアの屋号。道南ラルズではユニークショップつしまから継承した「ア・ドマーニ」から転換したビッグハウス アドマーニで2004年から使われている。
- ラルズマート
  - アークスグループの中型・小型店の食品スーパーの屋号。道南ラルズでは2004年にユニークショップつしまから継承した「ユニークショップつしま」森店の転換から使われている。
- ユニークショップつしまからの継承店（特記がない場合の屋号は「ユニークショップつしま」で現在は「ラルズマート」、「ア・ドマーニ」は「ビッグハウス」へ転換）
  - 函館市 - 本通店、日乃出店、白鳥店、ア・ドマーニ美原店
  - 北斗市 - 大野店（譲渡時は大野町）、久根別店（譲渡時は上磯町）
  - 松前町 - 松前店
  - 森町 - 森店
  - 木古内町 - 木古内店
  - 八雲町 - 八雲店
  - 長万部町 - 長万部店
  - 江差町 - 江差店

### 過去のストアネーム
- ユニークショップつしま
  - 株式会社ユニークショップつしまから継承したスーパー。2004年 - 2005年の間に順次「ラルズマート」へ転換した。
- ア・ドマーニ
  - 株式会社ユニークショップつしまから継承した大型スーパーで、美原店と白鳥店がこの業態を名乗っていた[5][6]。美原店は2004年12月に「ビッグハウス」へ転換し、店舗名を「ビッグハウス アドマーニ」とした[7]。白鳥店は「ラルズマート」に転換された。
- つしま100円暮し館
  - 株式会社ユニークショップつしまから継承した100円ショップ。2005年に事業撤退。

### 閉店した店舗
- ユニークショップつしま赤川店（函館市） - 2004年11月閉店。ユニークショップつしまからの継承店舗。
- つしま100円暮し館上湯川店（函館市） - 2005年11月閉店。ユニークショップつしまからの継承店舗。
- つしま100円暮し館松風店（函館市） - 2005年12月閉店。ユニークショップつしまからの継承店舗。閉店に伴い100円均一事業から撤退。
- ラルズマート港町店（函館市） - 2006年9月閉店。ユニークショップつしまからの継承店舗で元「ユニークショップつしま」。スーパーアークス港町店（2007年9月開店）にスクラップアンドビルド。
- ラルズマート七飯店（七飯町） - 2015年11月閉店。ユニークショップつしまからの継承店舗で元「ユニークショップつしま」。スーパーアークス七飯店（2015年11月20日開店）にスクラップアンドビルド。
- ラルズマート桔梗店（函館市） - 2016年9月閉店。ユニークショップつしまからの継承店舗で元「ユニークショップつしま」。スーパーアークス七飯サウス店（七飯町、2016年9月22日開店）にスクラップアンドビルド。
- ラルズマート日乃出店（函館市） - 2022年8月22日閉店。ユニークショップつしまからの継承店舗で元「ユニークショップつしま」。スーパーアークス千代台店（2022年9月9日開店）にスクラップアンドビルド[8]。跡地は水産商品の製造センターとすることが計画されている[4]。

## ショッピングセンター
- ポールスターショッピングセンター（函館市）
  - 北海道函館市港町にあるショッピングセンター。スーパーアークス港町店が入居している。その他にツルハドラッグ、西松屋などが入居する。2007年8月31日グランドオープン[9]。2010年には同所に道南ラルズの本社が移転した（その後、2018年に再移転）。